# 克利爾沃特 (明尼蘇達州)
克利爾沃特（英語：Clearwater）是一個位於美國明尼蘇達州斯特恩斯縣及賴特縣的城市。

## 人口
根據2020年美國人口普查的數據，克利爾沃特的面積為4.42平方千米，當中陸地面積為4.06平方千米，而水域面積為0.36平方千米。當地共有人口1922人，而人口密度為每平方千米435人。